# Tegtmeier (Fernsehserie)
Tegtmeier ist eine 6-teilige Familienserie des ZDF, die ab November 1984 in loser Folge ausgestrahlt wurde.

## Inhalt
In der bekannten Rolle seiner Kunstfigur Adolf Tegtmeier versucht Jürgen von Manger der Fernsehnation Dinge des Alltags näherzubringen und macht sich Gedanken zu brisanten Themen der Zeit. Intellektueller Gegenpart ist Dr. Mobske, ebenfalls dargestellt von Jürgen von Manger.

## Sonstiges
Nach Tegtmeiers Reisen und Tegtmeier klärt auf war Tegtmeier die dritte Reihe, in der Jürgen von Manger seinen Adolf Tegtmeier in bestem Ruhrpottslang über die Widrigkeiten des Lebens schwadronieren ließ. Die Bücher schrieb wie zuvor Joachim Roering, der gemeinsam mit Gero Erhardt Regie führte.
Die einzelnen Folgen liefen in unregelmäßigen, teilweise großen Abständen über ein Jahr verteilt jeweils freitags um 21.15 Uhr. Während der Dreharbeiten erlitt von Manger einen Schlaganfall, woraufhin er sich aus der Öffentlichkeit zurückzog und nur noch einmal 1993 anlässlich seines 70. Geburtstages vor die Kamera trat.

## Episodenliste
| Nr. | Erstausstrahlung  | Titel                         | Gastschauspieler (Auswahl)                                                                |
| --- | ----------------- | ----------------------------- | ----------------------------------------------------------------------------------------- |
| 1   | 9. November 1984  | Das radikale Lächeln          | Katja Brügger, Hans-Jürgen Janza, Wilfried Klaus, Günter Lüdke, Rolf Schimpf              |
| 2   | 21. Dezember 1984 | Vom Himmel hoch               | Rudolf Beiswanger, Irmgard Jedamzik, Wolfgang Kaven, Ernst von Klipstein, Irmgard Riessen |
| 3   | 21. Februar 1985  | Gangster oder schwarze Schafe | Udo Thomer, Veronika Faber, Hilde Berndt, Marie-Luise Marjan, Andreas Seyferth            |
| 4   | 12. April 1985    | Die Lieben beißen die Hunde   | Rolf Schimpf, Udo Wachtveitl                                                              |
| 5   | 25. Oktober 1985  | Gift und Galle                | Regine Lamster, Gottfried Kramer, Gerhard Hartig, Paul Edwin Roth, Karl-Friedrich Gerster |
| 6   | 13. November 1985 | Der König als Kuli            | Edgar Bessen, Johanna Bassermann, Irmgard Jedamzik                                        |